# Дворищи (Владимирская область)
Дворищи — деревня в Киржачском районе Владимирской области России, входит в состав Филипповского сельского поселения.

## География
Деревня расположена на берегу реки Шерна в 2 км на юг от центра поселения села Филипповское и в 24 км на юго-запад от Киржача.

## История
В списке населенных мест Владимирской губернии 1859 года в деревне Дворищи числилось 49 дворов. По данным 1905 года в деревне Дворищи значилось 108 дворов, при ней также были три лесные сторожки А. Л. Кнопова (4 двора).
С 1885 года в деревне располагалась шёлково-ткацкая фабрика крестьянина Алексея Яковлевича Мерзлова. На фабрике в 1900 году работало 75 рабочих. С 1888 года шёлково-ткацкая фабрика крестьянина Василия Яковлевича Мерзлова. На фабрике в 1900 году работало 16 рабочих. Также с 1888 года шёлково-ткацкая фабрика крестьянина Семёна Никоноровича Васькова (в 1900 году — 10 рабочих).
В конце XIX — начале XX века деревня входила в состав Филипповской волости Покровского уезда.
С 1929 года деревня входила в состав Филипповского сельсовета Киржачского района.

## Население
| 1859 | 1897 | 1905 | 1926 | 2002 | 2010 | 2021 |
| ---- | ---- | ---- | ---- | ---- | ---- | ---- |
| 304  | ↗630 | ↗838 | ↘712 | ↘138 | ↘74  | ↗75  |